# Oratorio dei Santi Nazario e Celso (Novate Milanese)
L'oratorio dei Santi Nazario e Celso (noto in milanese come Gesiö, reso anche Gesioeu, lett. "Chiesetta") è un oratorio cinquecentesco situato nel comune di Novate Milanese, in Lombardia.
La costruzione dell'edificio è ricondotta alle volontà testamentarie del senatore e giureconsulto Bernardino Busti, che onerarono il Luogo Pio Elemosiniero della Misericordia di Milano, suo erede universale, di costruire sopra uno dei terreni novatesi un piccolo oratorio che portasse il nome di san Celso, ragion per cui la sua edificazione deve datarsi attorno alla prima metà del Cinquecento.
Intimamente inglobato nel centro storico della città di Novate Milanese, l'oratorio dei Santi Nazario e Celso presenta linee strutturali semplici ed essenziali, con interni dalla superficie contenuta e dalla forma regolare. Divenuto di proprietà comunale sul finire del Novecento, è stato oggetto di un profondo restauro nel XXI secolo ed è tornato ad ospitare due dipinti seicenteschi raffiguranti uno Maria con i santi Nazario e Celso, e l'altro sant'Antonio da Padova con Gesù Bambino.
Nell'ottobre 2011 l'oratorio e l'annessa canonica sono stati dichiarati con decreto del Ministero per i Beni e le Attività Culturali beni di interesse storico e artistico.

## Storia

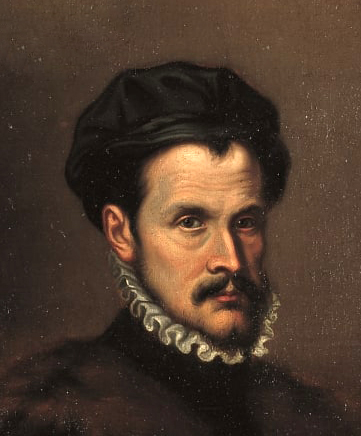
Bernardino Busti in un ritratto postumo eseguito da Agostino Santagostino

La costruzione dell'oratorio risale alla prima metà del XVI secolo, quando il senatore ducale Bernardino Busti, vedovo e ammalato di peste, il 28 maggio 1529, poco prima di morire, costituì erede universale il Luogo Pio Elemosiniero della Misericordia di Milano, dettando le proprie volontà al notaio dal balcone della sua stanza da letto. Tra gli appezzamenti posseduti dal Busti e passati al Luogo Pio Elemosiniero vi erano le 2400 pertiche di terra situate nel borgo di Novate; tra queste egli scelse il terreno più bello, di circa 60 pertiche, per essere oggetto di un legato, con il quale pose a carico del Luogo Pio Elemosiniero l'onere di erigervi una chiesetta dedicata a san Celso con annessa abitazione per un sacerdote, il quale avrebbe dovuto celebrare in quel luogo, in perpetuo, una messa giornaliera in suffragio dell'anima del testatore e dei suoi familiari.
Con lo stesso legato, Bernardino Busti attribuì al priore e ai deputati del Consorzio della Misericordia di Milano, vale a dire gli amministratori del Luogo Pio Elemosiniero, un diritto di giuspatronato consistente nella potestà di designare nel tempo il sacerdote da inviare alla chiesetta novatese.
A seguito della sua morte il patrimonio fu in un primo tempo confiscato dalla Camera Ducale in quanto Bernardino Busti, fermo sostenitore sforzesco, era stato raggiunto da un provvedimento di messa al bando da parte di Carlo V nel maggio 1527, per via degli attriti sorti nel 1526 tra Francesco II Sforza e l'imperatore. Solo a fronte di una sentenza del Senato di Milano datata 2 giugno 1530 i beni furono posti nella disponibilità dell'erede universale.
Non è certa la ragione per cui il Busti abbia scelto di dedicare l'oratorio proprio a san Celso; secondo Lorenzo Caratti di Valfrei, una spiegazione potrebbe rinvenirsi nel fatto che nel 1498 il Busti ricevette in affitto alcune terre situate a Novate, per effetto di una bolla pontificia di Alessandro VI, proprio dal monastero milanese di San Celso. Queste divennero poi di sua proprietà, circostanza che potrebbe spiegare la sua particolare devozione verso il santo e da lì la scelta di costituirlo protettore del desiderato oratorio novatese.

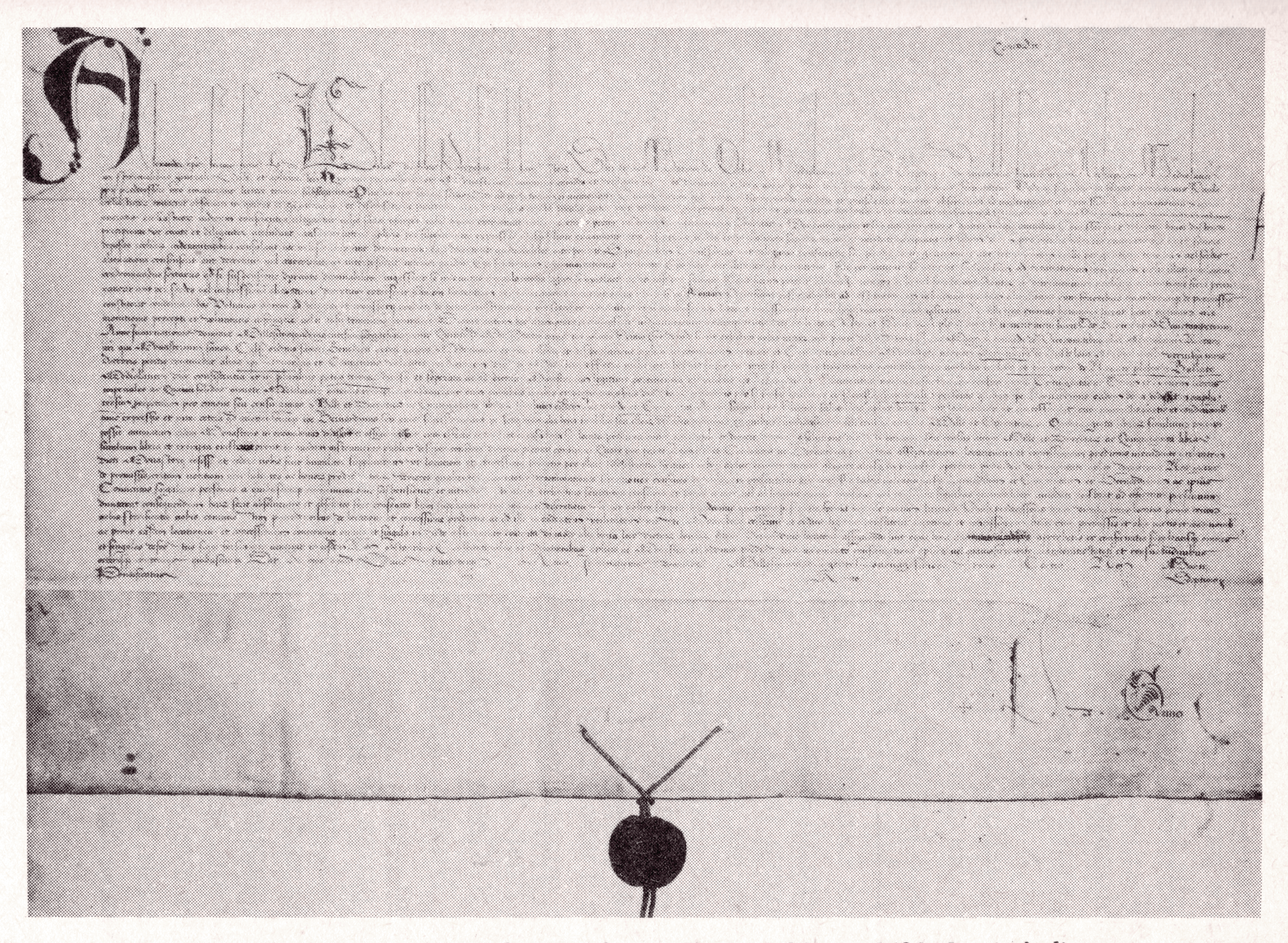
La bolla papale di Alessandro VI datata 5 marzo 1498

L'oratorio fu oggetto di alcune visite pastorali nel corso del Cinquecento e del Seicento, proseguite anche nel Settecento: fra le più significative si annoverano quella dell'arcivescovo Carlo Borromeo nel luglio 1573, seguita da quella di Federico Borromeo nell'agosto 1603 e da quella del canonico Giovanni Stefano Giussano nel 1613, su delega dell'arcivescovo Borromeo.

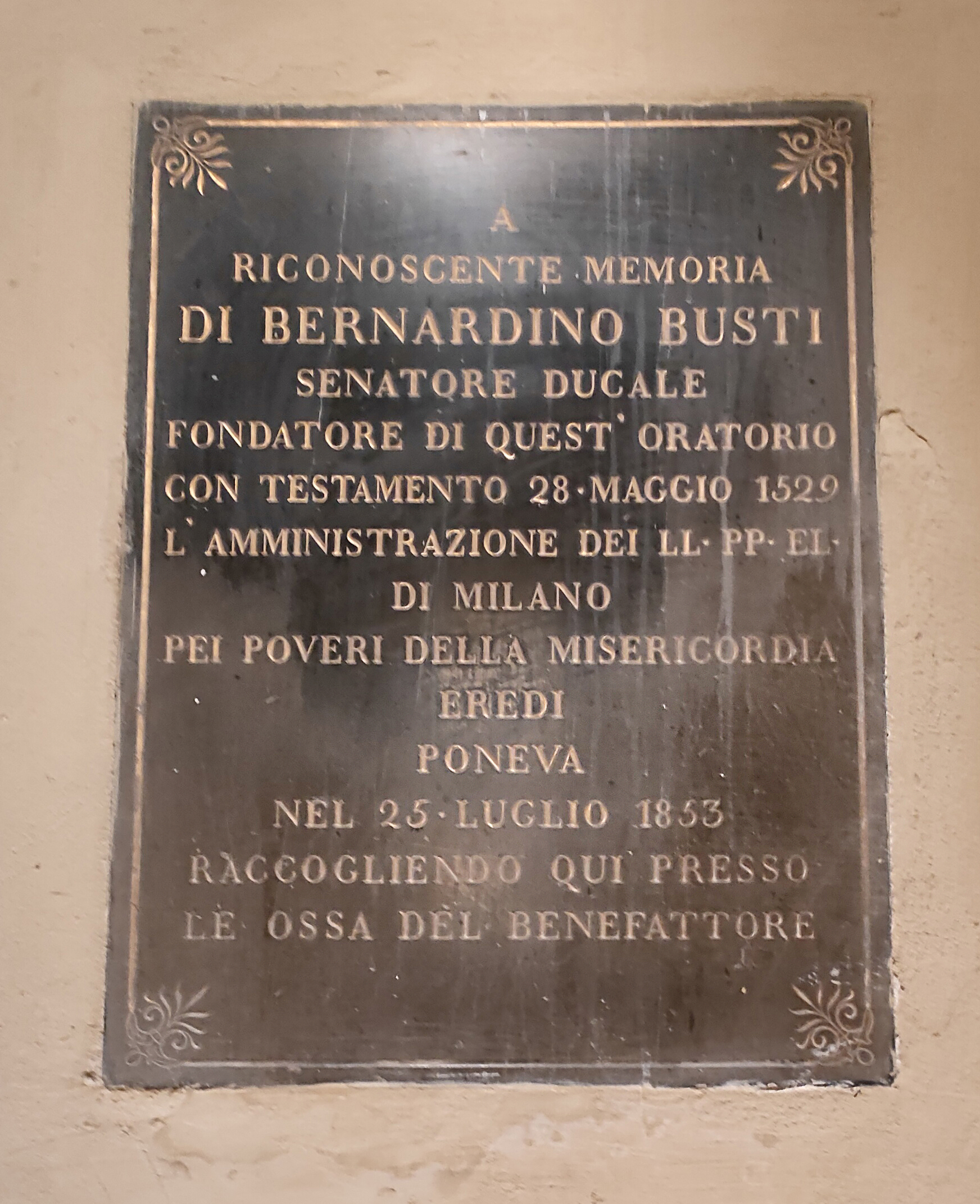
La targa posata alla memoria di Bernardino Busti

Nel 1853, nel possibile quattrocentenario della nascita di Bernardino Busti, nella controfacciata venne posata dagli amministratori del Luogo Pio Elemosiniero una targa alla sua perpetua memoria, dietro alla quale vennero anche murate le sue ossa.
L'11 giugno 1992 la proprietà dell'edificio passò al comune di Novate Milanese, che lo acquistò dalle istituzioni pubbliche di assistenza e beneficenza, alle quali rimase però la proprietà degli arredi sacri e delle opere artistiche.
Rimasto in disuso dagli anni ottanta del Novecento, nel corso del XXI secolo l'oratorio diviene oggetto di interventi di risanamento e restauro architettonico, conclusisi nel settembre 2023 con la riapertura alla cittadinanza e la benedizione dell'arcivescovo di Milano Mario Delpini.
Durante l'intervento sono tornati alla luce i fregi originali affrescati e la pavimentazione in cotto cinquecentesca della canonica, che era rimasta coperta da un pavimento ligneo, e la scoperta dell'estradosso di una volta di cui si ignorava l'esistenza ha portato a rinvenire un ulteriore vano interrato, messo in sicurezza con la realizzazione di una parete di sostegno. Tra le scoperte di pregio artistico e architettonico figura inoltre una piccola edicola rimasta celata dietro alcune tavelle, dipinta con uno sfondo naïf a cielo stellato.

## Descrizione

### Esterno
Oratorio
     Canonica
 Area a giardino

Oratorio
Canonica

L'oratorio e l'annessa canonica si trovano nel pieno centro storico novatese, circa 200 metri a nord-ovest rispetto alla chiesa parrocchiale dei Santi Gervaso e Protaso, precisamente al civico 1 di via Roma – anticamente via della Misericordia – all'intersezione con via Garibaldi. Originariamente e fino a quasi tutto l'Ottocento questo era l'estremo dell'abitato novatese.
La struttura ha una volumetria semplice, dall'aspetto austero: la facciata con l'accesso principale si apre su una piazzetta arretrata rispetto alla sede stradale e presenta, oltre al portoncino con cornice lavorata in pietra, un oculo attorniato da mattoni pieni. La copertura dell'edificio è composta da un tetto in coppi di laterizio disposti a doppia falda inclinata e su di esso svettano un piccolo campanile a vela e una croce in ferro battuto all'altezza della retta di colmo.
Il fianco dell'oratorio che affaccia su via Roma ha due finestre ad arco ribassato con inferriate, mentre il lato contrapposto è addossato a una cascina riconvertita in edificio residenziale a metà Novecento.

### Interno

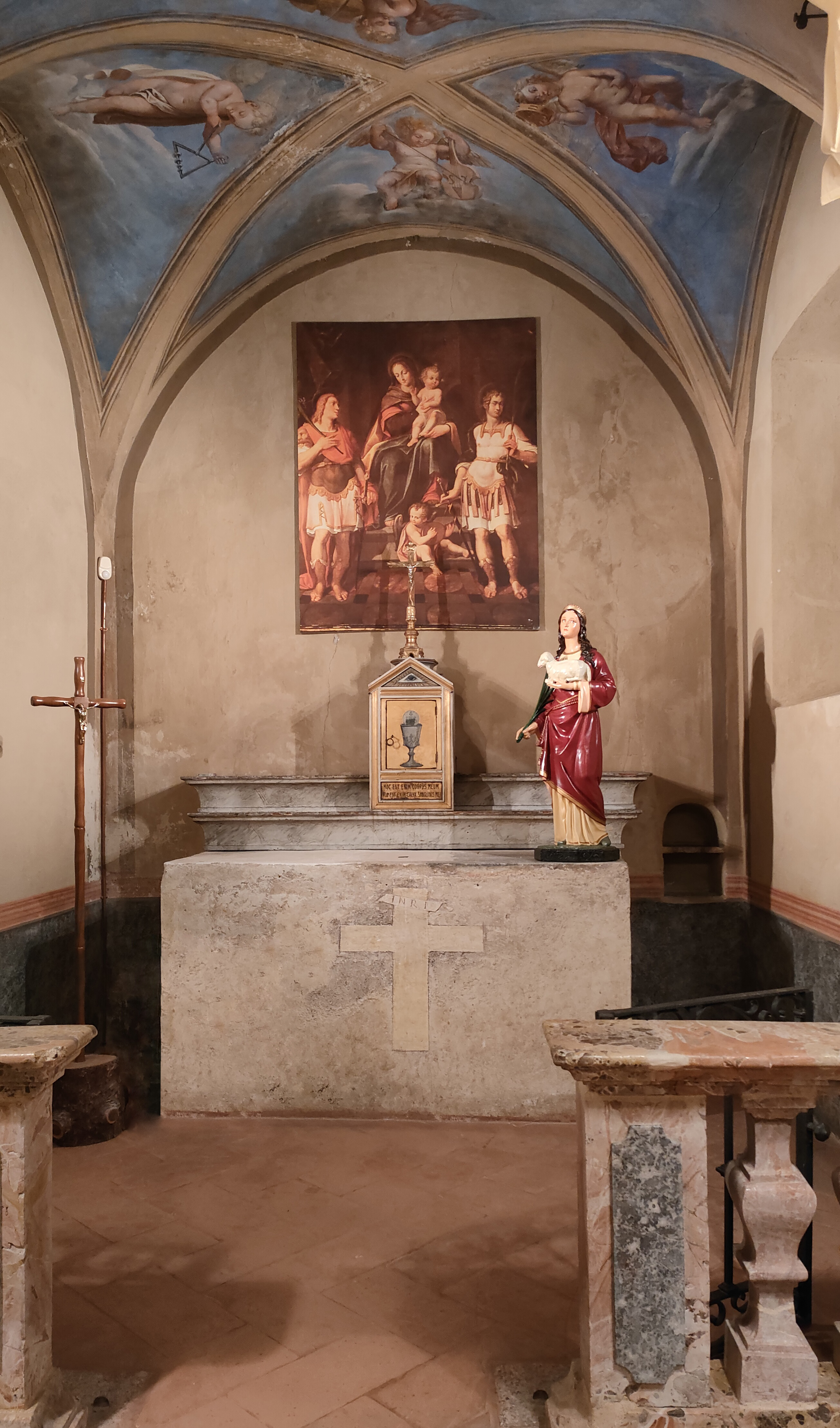
Il presbiterio con l'altare e la volta affrescata

Internamente, l'oratorio si presenta a navata unica con un controsoffitto a nascondere la struttura del tetto e termina in un presbiterio di forma quadrata, introdotto da un arco santo a tutto sesto e separato dall'aula per mezzo di una balaustra in pietra; l'ambiente del presbiterio è arricchito da una volta a crociera interamente affrescata con angioletti musicanti.
La canonica annessa all'oratorio presenta anch'essa caratteristiche architettoniche piuttosto semplici: si sviluppa su due livelli, articolandosi in una pluralità di locali, anch'essi improntati ad una complessiva semplicità.
Il locale adiacente all'antica corte si distingue per la sua unicità architettonica rispetto al resto della canonica: il soffitto composto da travi e mensole in legno riprende le proporzioni di un'abitazione gentilizia del tempo, mentre su tutte le pareti spiccano le decorazioni murarie originarie, realizzate con la tecnica della grottesca. Dal fregio decorativo emerge in special modo lo stemma della famiglia Busti, riccamente decorato e affiancato da due putti intenti a suonare un salpinx.
Sono inoltre presenti un locale voltato a botte, un tempo adibito a cantina e accessibile attraverso una scaletta esterna, e una porzione di terreno pertinenziale con una profondità di circa sei metri, che ricalca in buona parte uno spazio che già il catasto teresiano del 1722 inquadrava come area a giardino.

## Opere d'arte
L'oratorio ospita due tele seicentesche: la prima realizzata da Paolo Camillo Landriani nel 1603 raffigura la Vergine Maria con il Bambin Gesù e i santi Nazario e Celso, la seconda tela è invece opera di un ignoto pittore lombardo e raffigura sant'Antonio da Padova e l'apparizione di Gesù.
I due dipinti sono stati restaurati ad opera del locale Lions Club tra il 1985 e il 1988 e sono di proprietà della milanese azienda di servizi alla persona "Golgi-Redaelli". Durante i periodi di restauro architettonico dell'oratorio dei primi decenni del duemila, terminati nel 2023, le tele sono state temporaneamente asportate e conservate presso Palazzo Archinto a Milano.

### Madonna con il Bambino e i santi Nazario e Celso
La tela trova posto al centro del presbiterio, alle spalle dell'altare, ed è risalente ai primissimi anni del Seicento, attribuita a Paolo Camillo Landriani detto "il Duchino"; essa raffigura la Madonna con Bambino affiancata dai santi Nazario e Celso.
La paternità dell'opera è stata ignota fino al 1991, quando dalla lettura di un libro mastro del Luogo Pio della Misericordia si è risaliti con esattezza al nome del pittore, al periodo di realizzazione (tra l'aprile e l'ottobre 1603) e ai nomi dell'intagliatore e dell'indoratore, rispettivamente Cristoforo Dus e Ruggero Monza.
L'impostazione del dipinto è quella tipica delle sacre conversazioni, con la Vergine seduta su un trono all'interno di una nicchia, attorniata da tendaggi scuri, aperti a sipario. I due santi, insieme a un cherubino musicante, poggiano su un pavimento a fantasia geometrica; ciascuno dei due regge una fronda di palma, che nell'iconografia cristiana rappresenta il martirio, ed entrambi indossano una tenuta militare romana, veste che è una caratteristica cinquecentesca e che ha visto ampia diffusione nella pittura del Seicento.
L'impostazione del dipinto e la disposizione dei carichi visivi si rifà perfettamente ai canoni razionalisti del Rinascimento: le figure sono disposte sulla tela con geometria ed equilibrio, rendendone l'aspetto complessivamente semplice e ordinato. Il cuore visivo dell'opera è rappresentato dalla piramide entro la quale è iscritta la figura di Maria con il Bambino, ai cui fianchi si pongono le figure dei santi dai corpi leggermente inarcati.
Tutte le figure umane presentano un dinamismo conferito dalla tecnica del contrapposto, ossia la raffigurazione dei corpi con una parte in torsione, a cui corrisponde il movimento di un'altra parte, in modo tale da conferire una sensazione di vita.

#### Restauro
- A, B: tele originarie
- c, d, e: tele aggiunte

La tela presentava abrasioni e distacco di vernice in più punti e danneggiamenti nella porzione inferiore, dovuti alla presenza ravvicinata e prolungata di candele che hanno nel tempo provocato colature di cera e l'alterazione dello strato pittorico con la "cottura" della vernice.
Dall'attività di pulitura al dipinto è stata restituita una complessiva brillantezza dei colori e sono riemerse le tonalità originali del verde dei tendaggi e dell'azzurro dell'abito di Maria; è inoltre emerso che il santo alla sinistra della Vergine reggeva in origine una foglia di palma al posto della spada, ma questa è stata in seguito oscurata dal Landriani con l'ombra dell'abito di Maria, probabilmente pentito della scelta per una ragione di simmetria.
Dal restauro è inoltre emerso che il formato del dipinto non era quello originale seicentesco: nel tempo, infatti, alle due tele originali (corrispondenti all'area rettangolare con le figure) erano state aggiunte ulteriori tele per aumentarne le dimensioni, compresa una porzione semicircolare nella parte alta del dipinto, dove era raffigurata una grossa conchiglia. Questa conclusione è ulteriormente avvalorata dal fatto che le parti non originali appaiono differenti per colore e per fattura, oltre che dalla presenza di alcuni fori prodotti dai chiodi che ancoravano l'opera sull'originale telaio rettangolare di dimensioni più ridotte.
Con il restauro sono infine state colmate di stucco le lacune presenti, livellata la superficie dell'opera e reintegrato lo strato pittorico per mezzo della tecnica del rigatino.

### Apparizione di Gesù Bambino a sant'Antonio da Padova
Il dipinto, esposto in una nicchia sul fianco sinistro dell'oratorio, raffigura sant'Antonio di Padova che regge tra le mani Gesù Bambino, il quale poggia i piedi sui testi sacri, a loro volta posati su un tavolo coperto da un drappo color marrone.
Alle spalle del santo appaiono alcune colonne che, insieme al tavolo e ad un tendaggio in alto a destra, completano l'arredamento della stanza: tali elementi sono rappresentati frammentariamente, com'era d'uso nelle pittura seicentesca.
Alla base del dipinto appaiono tre cherubini recanti oggetti dal significato simbolico: quello più a sinistra regge una frusta (che potrebbe alludere al sacramento della penitenza oppure alla mortificazione del corpo), mentre i due più a destra reggono un cesto (segno di povertà), delle rose (segno di virtù) e dei gigli (segno di castità e purezza).
La realizzazione del dipinto va collocata tra il 1632 e il 1697, probabilmente attorno al 1660: infatti, durante la visita del prevosto di Bollate del 2 dicembre 1632 non si fece alcun cenno dell'esistenza del quadro, mentre esso viene menzionato con certezza nel verbale di consegna dell'oratorio al nuovo cappellano, datato 5 marzo 1697.
Nell'angolo inferiore destro del dipinto appare la piccola raffigurazione di uno stemma araldico di forma ovale ‒ il che porta a ritenere che si trattasse dello stemma di una donna ‒ che riporta un'aquila nera dal volo spiegato in campo d'oro, il tutto attorniato da una cordelliera bianca. Lo stemma è accompagnato dalle lettere S. P., probabilmente abbreviazione di "Sua Pecunia", vale a dire "a sue spese" e andrebbe quindi a indicare che l'opera sarebbe stata donata all'oratorio da un benefattore, verosimilmente come ex voto per una grazia ricevuta. Peraltro, lo stemma raffigurato potrebbe essere riconducibile alla famiglia dei Candiani, di Busto Arsizio, alla quale apparteneva la moglie di Bernardino Busti.

Lo stemma che appare raffigurato nel dipinto

Secondo una diversa interpretazione, la seconda lettera non sarebbe una P quanto piuttosto una M, a comporre la sigla S. M., potenzialmente corrispondente alle iniziali del committente; inoltre, la connessione alla famiglia dei Candiani non è unanime poiché nel loro stemma l'aquila avrebbe dovuto apparire in campo argento e non in campo d'oro; in alternativa, potrebbe quindi riferirsi alle famiglie milanesi dei Pusterla e degli Orombelli.
Un'ulteriore lettura porta a ricercare il committente del dipinto tra i membri della Confraternita dei Disciplini, officiante a quel tempo nella chiesa dei Santi Gervaso e Protaso, in virtù della presenza del frustino tra gli oggetti simbolici retti dai cherubini.
Il pittore è sconosciuto, e si è sempre ritenuto improbabile che potesse essere la stessa mano che ha dipinto il quadro con la Vergine e i santi Nazario e Celso, in quanto le due opere sono profondamente differenti per fattura, esecuzione ed esperienza del pittore: la prima è opera di un artista certamente familiare con la pittura cinquecentesca, ma al contempo aperto alle novità seicentesche; la seconda è invece opera di un pittore più inesperto e indeciso, come testimonia la mano sinistra del santo, non perfettamente riuscita. La tesi è stata confermata con l'attribuzione della prima tela a Paolo Camillo Landriani il quale, essendo deceduto nel 1618 non può essere autore anche del secondo dipinto, che è certamente successivo al 1632.

#### Restauro
Prima del restauro, il dipinto presentava numerosi distacchi di colore e oltre un centinaio di forellini causati negli anni dagli insetti; inoltre, la tela aveva perso il dovuto tensionamento rispetto al telaio, formando alcune pieghe.
I restauratori hanno provveduto ad un trattamento con speciali colle organiche e carta di riso, al fine di preservare il dipinto durante la sistemazione del retro dell'opera, che è risultata composta da tre differenti tele unite tra loro con cuciture sommarie che il restauro ha permesso di perfezionare. Lo stato di usura delle cuciture, peraltro, era tale che secondo le stime dei restauratori di lì a breve le tre tele avrebbero ceduto, compromettendo irrimediabilmente l'intero quadro.
Dopo aver provveduto alla sistemazione del dipinto su un nuovo supporto e distaccata la protezione temporanea dalla superficie, si è provveduto alla sua pulitura, allo stuccamento dei forellini e alla reintegrazione pittorica con tonalità quanto più simili alle originali, stese con la tecnica del rigatino, affinché siano sempre distinguibili le porzioni di dipinto oggetto di ritocco. Per il ritocco i restauratori hanno utilizzato una particolare tecnica che prevede l'alternanza di colori a tempera sottotono, dalla resa più opaca, e di colori a vernice, dalla resa più vivace, in modo da ottenere una resa cromatica complessiva omogenea e tendente all'originale. Il dipinto è stato infine protetto con l'applicazione di vernice mastice e reinserito nella cornice.